# Garden of Delights
Garden of Delights is de naam van een bouwplan uit 2005 van projectontwikkelaar AM Wonen voor een groot wooncomplex in de Nederlandse gemeente Rijswijk (Zuid-Holland). De kosten van het plan werden geschat op zo'n 12 miljoen euro en het zou ongeveer 200 woningen omvatten. De twee torens zouden respectievelijk 115 en 75 meter hoog worden. Ook werden er verscheidene commerciële voorzieningen in het plan opgenomen, waaronder een bioscoop met 900 stoelen. Veel inwoners van Rijswijk verzetten zich tegen het in hun ogen megalomane plan.

## Ophef
In december 2007 kwam het project ter sprake in het AVRO-programma Landroof. Landroof liet zien dat een groot deel van de Rijswijkse bevolking tegen het project was, omdat het oude gemeentehuis en een groot deel van het Rijswijkse Bos zouden moeten wijken voor de hoge torenflats. In het televisieprogramma werd beargumenteerd dat de reden voor de bouw was dat de lening van het huidige gemeentehuis, gevestigd in winkelcentrum In de Bogaard, afbetaald moest worden.

## Raad van State
Na een lange procedure, onder meer gevoerd door de Historische Vereniging Rijswijk, vernietigde de Raad van State in december 2008 het ontwerp-bestemmingsplan. Niet alleen betoogde de Raad van State dat het bouwplan niet paste in de cultuurhistorische omgeving, maar bovendien was er door de gemeente Rijswijk ten onrechte geen MER-procedure gevoerd. Daarom moest de gemeente haar 'huiswerk overdoen' waarmee de kans dat het plan daadwerkelijk wordt gebouwd, aanzienlijk kleiner werd.

## Crisis
Gebieds- en vastgoedontwikkelaar AM heeft in oktober 2011 vanwege de economische crisis en de daaruit volgende situatie op de woningmarkt, de samenwerkingsovereenkomst met de gemeente Rijswijk beëindigd voor de (her)ontwikkeling van de oude stadhuislocatie.